# Lil Xan

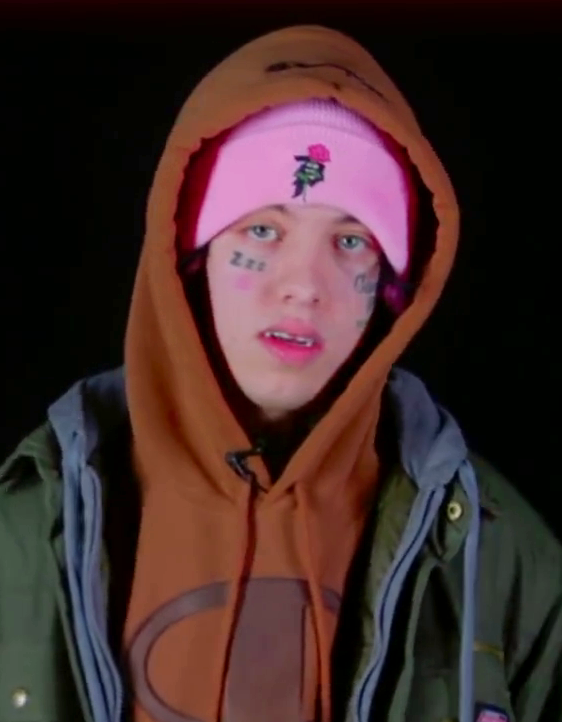
Lil Xan (2018)

Lil Xan (* 6. September 1996 in Redlands; bürgerlich Nicholas Diego Leanos) ist ein US-amerikanischer Rapper und Songwriter mexikanischer Herkunft. Bekanntheit erlangte er durch seinen Song Betrayed, der im Jahr 2017 durch die Recording Industry Association of America mit Platinum ausgezeichnet wurde. Sein Markenzeichen sind seine Gesichtstattoos.

## Leben und Karriere
Leanos ging auf die Redlands East Valley High School und verließ diese ohne Abschluss in der neunten Klasse (freshman year). Er arbeitete daraufhin als Straßenreiniger und verkaufte Drogen, bevor er hobbymäßig mit dem Rappen anfing.
Leanos versuchte sich als Fotograf, bis ihm bei einem Steven-Cannon-Konzert, bei dem er als Fotograf arbeitete, seine Kamera gestohlen wurde. Er entschied sich, mit der Fotografie aufzuhören und sich als Rapper zu versuchen, weil eine Studiosession günstiger war als sich eine neue Kamera zu kaufen. Des Weiteren waren einige seiner Freunde schon in der Musikbranche aktiv.
2014 hat Leanos zum ersten Mal das Medikament Xanax missbräuchlich verwendet und entwickelte daraufhin eine Sucht danach und auch nach weiteren Drogen. Nach zwei Jahren, in denen er süchtig nach Xanax war, entschied er sich gegen die Droge und vermittelt inzwischen durch seine Songs, was die Droge mit einem anstellen kann. Er sagte dazu auf der Social-Media-Plattform Twitter: "I'm an anti xan movement and I'm still struggling with other vices [...]" In einem Interview mit noisey sagte er, dass er momentan versucht, sich von der Droge Norcos zu lösen.
Als Soloartist erreichte Leanos Bekanntheit über Plattformen wie SoundCloud und YouTube. Leanos Bekanntheitsgrad nahm rapide zu, nachdem er seinen Song Betrayed im August 2017 veröffentlichte. Der Song erreichte Platz 67 in den Billboard Hot 100.
In einem Interview mit XXL gab er bekannt, dass er 2018 sein erstes Album Total Xanarchy veröffentlichen wird.

## Diskografie

### Alben
| Jahr | Titel          | Höchstplatzierung, Gesamtwochen, AuszeichnungChartsChartplatzierungen (Jahr, Titel, Platzierungen, Wochen, Auszeichnungen, Anmerkungen) | Anmerkungen                         |
| Jahr | Titel          | US | Anmerkungen                         |
| ---- | -------------- | --- | ----------------------------------- |
| 2018 | Total Xanarchy | US10 (6 Wo.)US | Erstveröffentlichung: 6. April 2018 |

### Singles
| Jahr | Titel Album | Höchstplatzierung, Gesamtwochen, AuszeichnungChartplatzierungen (Jahr, Titel, Album, Platzierungen, Wochen, Auszeichnungen, Anmerkungen) | Höchstplatzierung, Gesamtwochen, AuszeichnungChartplatzierungen (Jahr, Titel, Album, Platzierungen, Wochen, Auszeichnungen, Anmerkungen) | Anmerkungen                                                  |
| Jahr | Titel Album | UK | US | Anmerkungen                                                  |
| ---- | ----------- | --- | --- | ------------------------------------------------------------ |
| 2017 | Betrayed –  | UK— SilberUK | US64 Platin · (20 Wo.)US | Erstveröffentlichung: 19. Oktober 2017 Verkäufe: + 1.200.000 |

Weitere Singles
- 2016: Montana Doe
- 2016: Who Are You
- 2016: Center Fold
- 2016: Sorry
- 2016: Vicodin
- 2016: Been Bout It
- 2017: Xanarchy
- 2017: Crash the Whip
- 2017: Slingshot
- 2017: Far
- 2017: Water (Models)
- 2017: Wake Up
- 2018: The Man
- 2018: Who I Am
- 2018: The Man
- 2018: Color Blind (mit Diplo, US: Gold)
- 2018: Lies (feat. Lil Skies)
- 2018: Slope
- 2018: On sight ($teven Cannon)
- 2018: I might
- 2019: watch me
- 2019: tree sap
- 2019: i might (feat. YBN Nahmir, $teven Cannon, YBN Almighty Jay)
- 2019: Bloody nose
- 2019: Midnight in Prague
- 2019: West side
- 2019: Like me
- 2019: Lost at sea (w/ Lucifena)
- 2019: Wrong way (w/ Kidd keo)
- 2020: Willow
- 2020: Wide awake
- 2020: Everything I own
- 2020: Death to mumble Rap 2 (w/ Gawne)
- 2020: Girls Girls Girls (w/ $teven Cannon)

## Auszeichnungen für Musikverkäufe
| Goldene Schallplatte - Australien - 2020: für die Single Color Blind - Dänemark - 2022: für die Single Betrayed - Kanada - 2019: für das Album Total Xanarchy - 2019: für die Single Color Blind - 2019: für die Single Slingshot - Mexiko - 2019: für die Single Color Blind - Neuseeland - 2024: für das Album Total Xanarchy - Polen - 2022: für die Single Betrayed | Platin-Schallplatte - Neuseeland - 2019: für die Single Betrayed 3× Goldene Schallplatte - Mexiko - 2023: für die Single Betrayed 2× Platin-Schallplatte - Kanada - 2019: für die Single Betrayed |

Anmerkung: Auszeichnungen in Ländern aus den Charttabellen bzw. Chartboxen sind in ebendiesen zu finden.
| Land/RegionAuszeichnungen für Musikverkäufe (Land/Region, Auszeichnungen, Verkäufe, Quellen) | Silber  | Gold       | Platin     | Verkäufe  | Quellen              |
| -------------------------------------------------------------------------------------------- | ------- | ---------- | ---------- | --------- | -------------------- |
| Australien (ARIA)                                                                            | —       | Gold1      | —          | 35.000    | aria.com.au          |
| Dänemark (IFPI)                                                                              | —       | Gold1      | —          | 45.000    | ifpi.dk              |
| Kanada (MC)                                                                                  | —       | 3× Gold3   | 2× Platin2 | 280.000   | musiccanada.com      |
| Mexiko (AMPROFON)                                                                            | —       | 2× Gold2   | Platin1    | 120.000   | amprofon.com.mx      |
| Neuseeland (RMNZ)                                                                            | —       | Gold1      | Platin1    | 37.500    | radioscope.co.nz NZ2 |
| Polen (ZPAV)                                                                                 | —       | Gold1      | —          | 25.000    | olis.pl              |
| Vereinigte Staaten (RIAA)                                                                    | —       | Gold1      | Platin1    | 1.500.000 | riaa.com             |
| Vereinigtes Königreich (BPI)                                                                 | Silber1 | —          | —          | 200.000   | bpi.co.uk            |
| Insgesamt                                                                                    | Silber1 | 10× Gold10 | 5× Platin5 |           |                      |